# Bazarella jungi
Bazarella jungi är en tvåvingeart som beskrevs av Wagner 1984. Bazarella jungi ingår i släktet Bazarella och familjen fjärilsmyggor.
Artens utbredningsområde är Libanon. Inga underarter finns listade i Catalogue of Life.